# Niccolo di Pietro

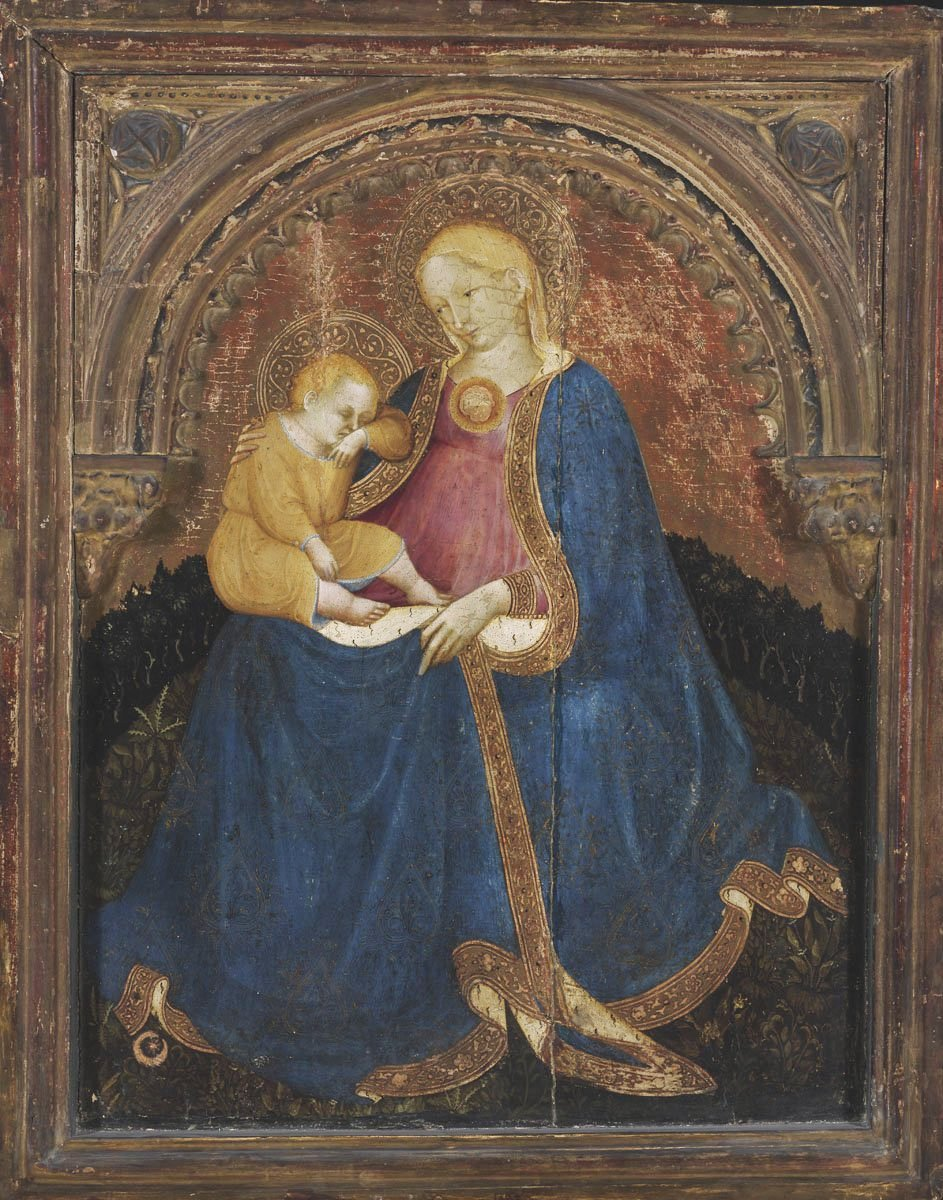
Ödmjukhetens Madonna.

Niccolo di Pietro var en venetiansk konstnär, verksam mellan 1394 och 1410.
Mycket lite är känt om hans verksamhet. Det finns tre daterade arbeten av hans hand, från 1394, 1404 och 1409.